# Espindo
Espindo é uma aldeia no Minho interior a cerca de 40 km de Braga, pertencendo ao concelho de Vieira do Minho. Desconhece-se a data precisa da formação da aldeia, mas a casa mais antiga de que há registo data de 1655. Presume-se que Espindo conta com pouco mais de 400 anos enquanto aglomerado organizado.
O local onde hoje é Espindo reunia condições favoráveis para desenvolver actividades agro-pecuárias de subsistência e distava pouco do principal centro de decisão regional, Vilar de Vacas (actual Ruivães), que era vila e sede de concelho na época. Mais tarde, na primeira metade do século XX, tornou-se numa das aldeias que figurava na rota do volfrâmio, tal como Zebral, o que começou por atrair muitos forasteiros e que por ali acabariam por se estabelecer definitivamente.
No entanto, há vestígios que apontam para um povoamento secular e que se estabeleceu, muito tempo antes, na margem esquerda da ribeira do Tôco, na vertente íngreme de Jadêlo, por volta do século XVI - a Aldeia Velha da Portela. Ainda hoje é possível observar inúmeras estruturas graníticas arruinadas, correspondentes a uma região pastoril, composta por cabanas e currais. Julga-se tratar-se de uma antiga ocupação sazonal e suspeita-se que se tenha deslocalizado, por volta do século XVII, para uma região mais baixa e fértil da Cabreira, dando origem à actual aldeia de Espindo.

## A importância do comunitarismo
Espindo ficou conhecido por ser uma aldeia de forte tradição comunitária. Somente com uma rigorosa organização e entreajuda seria possível a estas gentes fazer face às dificuldades inerentes ao isolamento natural e económico. A forma como as próprias habitações foram construídas, aglomeradas umas sobre as outras, e, em alguns casos, mesmo com paredes comuns, deixa a entender um grande sentido de comunidade e familiaridade. Ainda hoje a aldeia apresenta um peculiar sistema de drenagem de águas pluviais que percorre os caminhos do lugar e encaminha-as para os campos. Devido à escassez de nascentes para irrigação, a população estabelecia políticas de regadio e construía "levadas" (termo usado localmente para designar condutas de água), de forma a maximizar o interesse geral da aldeia e a assegurar uma boa produtividade das cultivações. Possuía 13 azenhas (maquias ou moinhos), que permitiam à população um eficiente aproveitamento hídrico para a moagem de milho e centeio, para o fabrico do pão. Alguns deles ainda hoje se encontram operacionais, apesar de a maioria se apresentar ao abandono. Existe, ainda em funcionamento, uma rede de fontanários de usufruto geral e um tanque público de lavagem.
Também para a pastorícia, especialmente de gado bovino e caprino, existia uma política comunitária. Eram instituídas regras que impunham um sistema rotativo e proporcional de pastoreio, de forma a juntar todo o gado da aldeia numa única "vezeira" e a libertar as pessoas para outras actividades. Por vezes, esses turnos chegavam a demorar vários dias, o que obrigou os pastores a construir abrigos na montanha de forma a protegerem-se das condições atmosféricas adversas. Muitas dessas cabanas permanecem intactas devido à sua forte estrutura granítica. Nos anos 90, este sistema de pastorícia ainda se mantinha em pleno funcionamento no que diz respeito ao gado caprino. 

## Modo de subsistência
Desde sempre, a actividade predominante na aldeia foi, e continua a ser, a agro-pecuária, hoje reduzida praticamente à criação de gado. Aliás, estas duas actividades -agricultura e pecuária – sempre foram indissociáveis para os habitantes desta terra, pois os animais tinham uma dupla função: de alimentação (leite e carne) e de força de trabalho (para a agricultura, construção e transporte de cargas pesadas, no caso do gado bovino). Do mesmo modo, também certas práticas agrícolas eram concebidas a pensar na alimentação dos animais para a época de piores pastagens. 

Esta relação homem/animal era de tal ordem próxima que os próprios currais chegavam a ser construídos mesmo dentro das próprias casas de habitação, quer por uma questão de protecção contra predadores selvagens, como lobos e raposas, quer por uma questão de logística e funcionalidade. Actualmente, além da criação de gado, ainda existe alguma produção de vinho verde, de batatas e de milho, em pequena escala e apenas para consumo próprio, mas mantendo muitas das tradicionais técnicas de fabrico. Por exemplo, ainda é possível assistir a pisadas de uvas com os pés, à malha do centeio em eiras de pedra e à moagem de milho em azenhas movidas a água.    
A religião também desempenha um papel importante no quotidiano da população. As pessoas chegavam a organizar o seu trabalho no campo em função do calendário católico. Nos "dias santos" não se trabalhava a terra e aproveitava-se para descansar, ir à igreja e fazer romarias. Em Espindo as pessoas são devotas de diversos santos, mas venera-se, sobretudo, Santa Isabel, a padroeira da aldeia e ao qual a sua capela deve o nome.